# 2036
2036 ће бити преступна година.

## Нобелове награде
- Физика —
- Хемија —
- Медицина —
- Књижевност —
- Мир —
- Економија —